# 山崎大橋 (長良川)

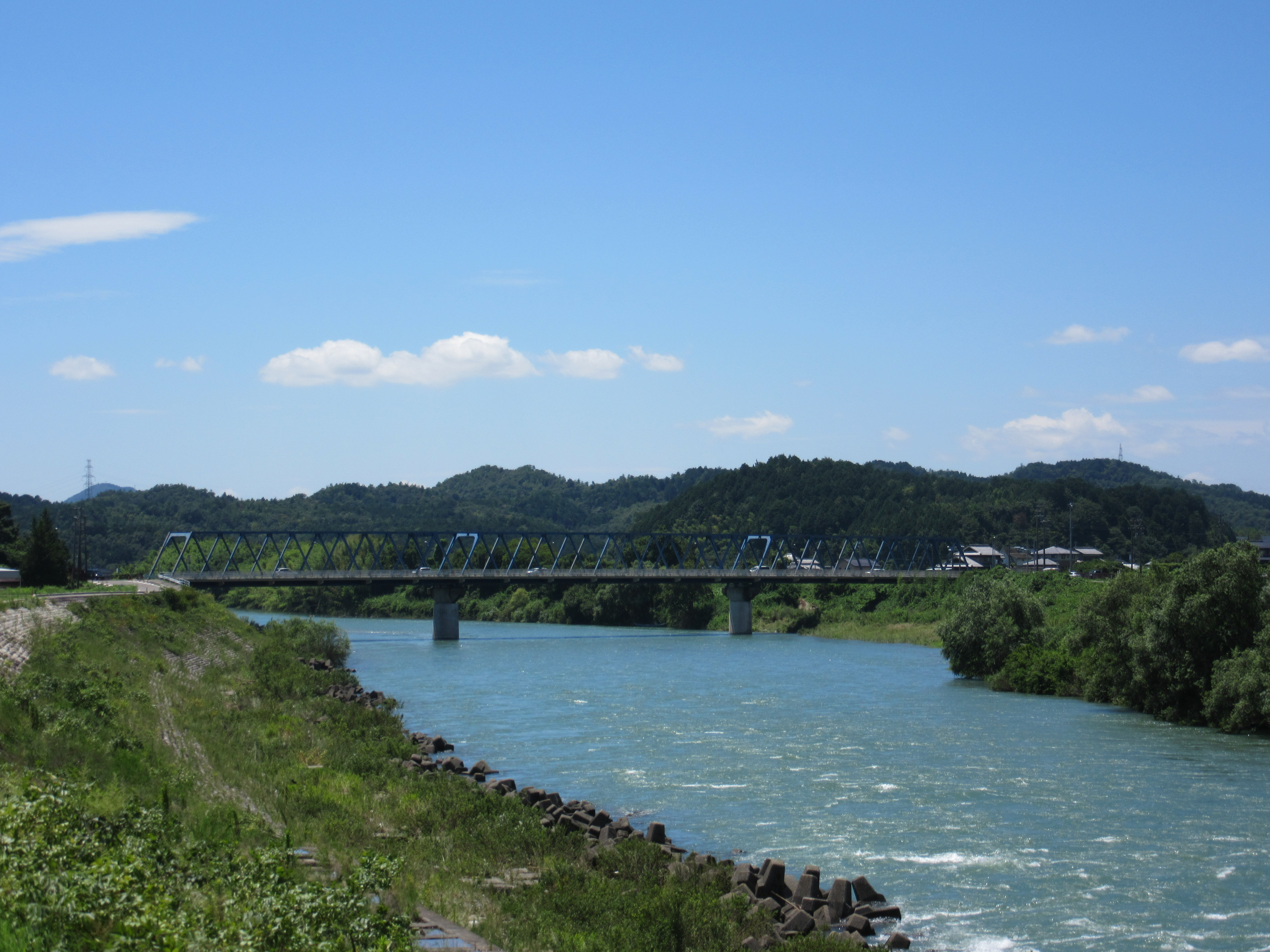
山崎大橋（美濃市）

山崎大橋（やまざきおおはし）は、岐阜県美濃市の長良川にかかる岐阜県道94号岐阜美濃線の橋である。

## 概要
- 供用開始：1971年（昭和46年）
- 延長： 174.8m
- 幅員： m
- 橋梁形式：鋼トラス 4連
- 所在地：岐阜県美濃市藍川 - 美濃市生櫛